# 超ハジバム2。
『超ハジバム2。』（ちょうはじばむツー）はハジ→の2枚目のメジャーオリジナルアルバムである。2014年8月13日発売。発売元はEMI Records。

## 解説
- 前作「超ハジバム。」から約1年ぶりのリリース。
- 初回限定盤にはシングル3曲のMUSIC VIDEOと、2013年5月25日に新木場STUDIO COASTで行われた「ハジ→見参☆春爛漫ツア→♪♪。〜おい!生♡でやらかすぞっ!! ●◎ (20 ̅(エ) ̅14)b〜」でのライブ映像を収録したDVDを付属。

## 収録曲

### CD
1. ヘイ・ユ→!!!!。
  - 作詞・作曲：ハジ→
2. sumire。
  - 作詞：ハジ→・渋川諒 作曲：ハジ→・re:sign（youth of generation）

5thシングル
3. 音楽のチカラ。feat. TEE
  - 作詞・作曲：ハジ→・TEE

ytv『音楽ノチカラ』8月度エンディングテーマ
TBS系「スーパーサッカー」8・9月度エンディングテーマ
4. more BEAUTIFUL☆。
  - 作詞・作曲：ハジ→
5. マヤカシ♀。
  - 作詞・作曲：ハジ→
6. 理想にJUMPッ♂。
  - 作詞・作曲：ハジ→

4thシングルカップリング
7. Sea Side Holiday♪。
  - 作詞・作曲：ハジ→

ウクレレを使用したナンバー。
8. ワンダフルデイズ。
  - 作詞・作曲：ハジ→
9. 迷子。
  - 作詞・作曲：ハジ→

5thシングルカップリング
10. White Winter Love。
  - 作詞・作曲：ハジ→

3rdシングル
11. 逆転満塁ホ→ムラン☆♪。
  - 作詞・作曲：ハジ→

3rdシングルカップリング
12. 茜色のちいさな手紙。
  - 作詞・作曲：ハジ→

仮タイトルは「茜色。〜小さな手紙〜」。
13. 卒業サヨナラ。
  - 作詞・作曲：ハジ→

4thシングル

### DVD
- MUSIC VIDEO

1. White Winter Love。
2. 卒業サヨナラ。
3. sumire。

- 「ハジ→見参☆春爛漫ツア→♪♪。〜おい!生♡でやらかすぞっ!! ●◎ (20 ̅(エ) ̅14)b〜」 in 新木場STUDIO COAST

1. for YOU。
2. HAZZIE’s MUSIC SHOWCASE。
3. 理想にJUMPッ♂。
4. sumire。
5. 人生は素晴らしい物語。